# حنانه شهشهانی
حنانه شهشهانی، (زاده ۴ اسفند ۱۳۶۸) بازیگر سینما و تلویزیون است. او در رشته موسیقی تحصیل کرده‌است. ویولن ساز تخصصی اوست. اولین بار در ۴ سالگی در سریال ”شلیک نهایی” بازی کرده و بعد از آن چند کار کودک با آقای شاپور قریب داشته‌است.
بعد از این فعالیت‌ها چند سالی برای ادامه تحصیل به آمریکا رفته و در سن ۱۶ سالگی به ایران بازگشته و اولین کارش فیلم سینمایی زاگرس بود.

## فیلم‌شناسی

### سینمایی
- رفیق فابریک (۱۳۹۰)
- حرفه‌ای‌ها (۱۳۸۸)
- میم مثل مادر (۱۳۸۵)
- زاگرس (۱۳۸۴)

### مجموعه تلویزیونی
- جاودانگی (۱۳۹۰)
- ترانه مادری (۱۳۸۷)
- مثل هیچ‌کس (۱۳۸۷)
- یک مشت پر عقاب (۱۳۸۶)
- کلاه پهلوی (۱۳۸۳–۱۳۹۰)
- شلیک نهایی (۱۳۷۳)

### تله فیلم
- پروانه‌ها (۱۳۸۸)
- بلند گریه کن (۱۳۸۴)